# Лайонел Ларрі
Лайонел Ларрі (англ. Lionel Larry; нар. 14 вересня 1986) — американський легкоатлет, який спеціалізувався в бігу на короткі дистанції.

## Спортивні досягнення
Чемпіон світу з естафетного бігу 4×400 метрів (2009, виступав у попередньому забігу).
Чемпіон світу серед юнаків у комбінованій естафеті (2003, виступав у попередньому забігу).
Бронзовий призер чемпіонату США з бігу на 400 метрів (2007).